# Fock Jenő
Fock Jenő (Budapest, 1916. május 16. – Budapest, 2001. május 22.) magyar politikus, 1967-től 1975-ig a Minisztertanács elnöke, a hatvanas évek nagy reformereinek egyike. Elsősorban arról ismert, hogy miniszterelnöksége idején zajlott az új gazdasági mechanizmus bevezetése, melynek kidolgozásában a Kállai-kormány miniszterelnök-helyetteseként ő maga is részt vett.

## Életpályája
Fock Jenő géplakatos és Kohn Margit (1894–1947) gyermekeként született. Apja tagja volt a Magyarországi Szociáldemokrata Pártnak és a kommün alatti szerepvállalásáért nyolc hónap fogságot szenvedett, majd 1940-ben 14 hónap börtönre ítélték.
1931-ben csatlakozott a szakszervezeti ifjúsági mozgalomhoz és a következő évtől részt vett az illegálisan működő Kommunista Ifjúmunkások Magyarországi Szövetsége és a Vörös Segély munkájában. Ugyanebben az évben tagja lett az MSZDP-nek. 1939-ben behívták katonai szolgálatra. 1940-ben letartóztatták és az SZDP-n belüli kommunista szervezkedésért három év fegyházat kapott. 1944-ben megszökött alakulatától és a szovjet csapatok megérkezéséig Pesten bujkált. 1945 elején belépett a Magyar Kommunista Pártba. 1955 és 1957 között a Szakszervezetek Országos Tanácsa (SZOT) titkára volt. 1957 és 1961 között az MSZMP KB titkára, 1961–67 között miniszterelnök-helyettes. 1967-től 1975-ig a Magyar Népköztársaság Minisztertanácsának elnöke. Kormányfőként az ő nevéhez fűződött az új gazdasági mechanizmus bevezetése. A reformok híveivel, Aczél Györggyel, Fehér Lajossal és Nyers Rezsővel együtt állították félre: 1975. május 15-én nyugdíjazták.
Az MSZMP KB tagja 1956-tól, a Politikai Bizottság tagja 1957–80 között. 1980. április 25-től 1989. december 15-ig a Műszaki és Természettudományi Egyesületek Szövetségének (MTESZ) elnöke volt.
A rendszerváltást követően elvonultan élt. Otthonában hunyt el.

## Műve
- Alkalmazzuk bátran a kongresszusi verseny tapasztalatait; Budapest Ny., Bp., 1951 (Magyar Technika kis könyvtára)
- Gazdaságpolitikánk néhány kérdése és a hároméves terv; Kossuth, Bp., 1958 (Az MSZMP Központi Bizottsága Politikai Akadémiája)
- Biszku Béla–Fock Jenő–Kállai Gyula: Az SZKP 21. kongresszusáról; Kossuth, Bp., 1959 (Az MSZMP Központi Bizottsága Politikai Akadémiája)
- A magyar népgazdaság a szocializmus építésének útján; Kossuth, Bp., 1963
- A Lengyel Egyesült Munkáspárt 4. kongresszusa. 1964. jún. 15-20. Wladyslaw Gomulka beszámolója, Nyikolaj Viktorovics Podgornij és Fock Jenő beszéde; Kossuth Bp., 1964
- A reform: eszköz, a dolgozók jobb élete: cél. Az Országgyűlés 1967. júl. 12-14-i ülésszakának anyagából; Fock Jenő, Nyers Rezső beszédeivel; Kossuth, Bp., 1967
- Népgazdaságunk helyzete és időszerű kérdései; in: Országos Agitációs és Propaganda Tanácskozás. 1970. febr. 5-7.; Kossuth, Bp., 1970
- A szocializmus építésének gazdaságpolitikája. Beszédek és cikkek 1963–1972; Kossuth, Bp., 1972
- A Portugál Kommunista Párt 9. kongresszusa Lisboa , 1979. május 31–június 3.; beszámoló Alvaro Cunhal, hozzászólás Fock Jenő, ford. Árkus István; Kossuth, Bp., 1979